# Nydamer Moor

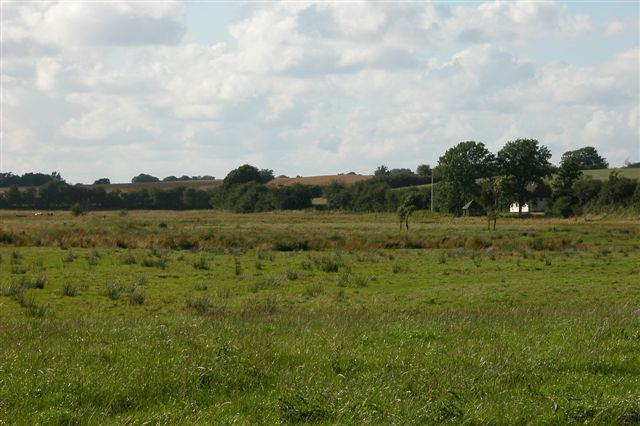
Nydam Mose

Das Nydamer Moor (dänisch Nydam Mose) ist ein etwa zwölf Hektar großes Moor bei Øster Sottrup, etwa acht Kilometer von Sønderborg, auf der Halbinsel Sundeved in Sønderjylland. In der römischen Eisenzeit diente es als Opfermoor. Zahlreiche Ausrüstungsgegenstände und Schiffe machen es zu einem der fundreichsten Opferplätze der Eisenzeit.

## Geologische Entwicklung
An der Stelle des heutigen Moores verlandete im 6. Jahrtausend v. Chr. ein See. In der Zeit um Christi Geburt bildete sich der See erneut. Bereits vor dieser Neubildung wurde in dem damaligen Moor Torf gestochen. Bis etwa 400 n. Chr. lagerte sich in dem Gewässer immer mehr Sediment an und der See verlandete erneut. Heute ist die Stelle mit Wiesen überwachsen.

## Archäologische Funde
Erste archäologische Zufallsfunde wurden bereits seit dem 18. Jahrhundert beim Torfstechen gemacht, darauf folgten immer wieder unplanmäßige Not- und Rettungsgrabungen. 1859 führte der dänische Lehrer Helvig Conrad Engelhardt in mehreren Etappen umfassende Ausgrabungen und Dokumentationen durch. Diese Ausgrabungen brachten ein breites Spektrum an archäologischen Funden zu Tage, so wurden neben vier Schiffen zahlreiche Waffen, persönliche Ausrüstung und Alltagsgegenstände gefunden, deren Hauptmasse Waffen ausmachen. 1863 wurden die Grabungen durch den Deutsch-Dänischen Krieg unterbrochen. Seit 1989 wird der Fundplatz erneut von Wissenschaftlern des Dänischen Nationalmuseums systematisch ergraben. Dabei wurden eine archäologische und eine geologische Übersicht erstellt. Diese Grabungen förderten eine große Anzahl weiterer Waffen und Schmuckgegenstände zu Tage, beispielsweise Gürtelschnallen aus der späten Eisenzeit.
Bei einer Grabungskampagne im Sommer 2011 wurden Bestandteile eines weiteren Bootes entdeckt.
Die Wurzeln des Sumpf-Schachtelhalms können eine Bedrohung für nicht geborgene Artefakte darstellen.

### Forschungsergebnisse
Bei den geopferten Gegenständen handelt es sich überwiegend um Kriegsbeutestücke, die in der Zeit zwischen 240 und 450 n. Chr. in vier Phasen in dem See niedergelegt wurden. Alle Niederlegungsphasen stehen in einem engen Zusammenhang mit den Ereignissen, die zu den Opferungen in den benachbarten Opferplätzen wie dem Thorsberger Moor, Illerup Ådal oder Vimose geführt haben. Daraus lassen sich Rückschlüsse auf die turbulente Situation der damaligen Zeiträume ziehen. Teile der Opfergaben wurden vor dem Ablegen intentionell durch Zerbrechen, Verbiegen oder Verbrennen zerstört oder unbrauchbar gemacht. Geopfert wurden Waffen, Schilde, Zaumzeug, Kleidung, Holzgegenstände und Werkzeuge. Die besonderen Fundstücke dieses Fundplatzes sind die vier großen Wasserfahrzeuge, die im Moor nahezu vollständig erhalten waren:

Diese Schiffe spielten offenbar in den religiösen Vorstellungen eine große Rolle und stellen vermutlich ein Siegesopfer für die erfolgreiche Abwehr einer Invasion über See dar.
Bei den Waffen handelte es sich überwiegend um Schwerter, Schilde, Speere und Lanzen, Beile, Bögen und Pfeile. Die Pfeilspitzen aus dem Nydam-Fund bestehen überwiegend aus Eisen, es gibt aber auch Exemplare aus Knochen und Geweih.
Der Großteil der Waffenfunde stammt aus dem oberen Teil der Seeablagerungen und den überlagernden Torfschichten.

### Chronologie
Die Opferungen erfolgten nach neueren Untersuchungen in sechs bis acht Phasen. Die vier Hauptniederlegungsphasen lassen sich chronologisch wie folgt aufteilen:
- 1. Niederlegungsphase Nydam A etwa um 240 n. Chr. Waffen und persönliche Ausrüstung
- 2. Niederlegungsphase Nydam B etwa um 300 n. Chr. Waffen und persönliche Ausrüstung
- 3. Niederlegungsphase Nydam C etwa um 350 n. Chr. In diese Phase fällt die Deponierung des großen Nydam-Schiffes, dessen Eichenplanken dendrochronologisch auf ein Fälldatum von 310 bis 320 n. Chr. datiert sind.
- 4. Niederlegungsphase Nydam D etwa um 400 n. Chr. Die letzte Phase besteht vermutlich aus mehreren Niederlegungen, was sich aber aufgrund der noch nicht abgeschlossenen Auswertung der Funde noch nicht genau sagen lässt.

## Geschichte der Funde

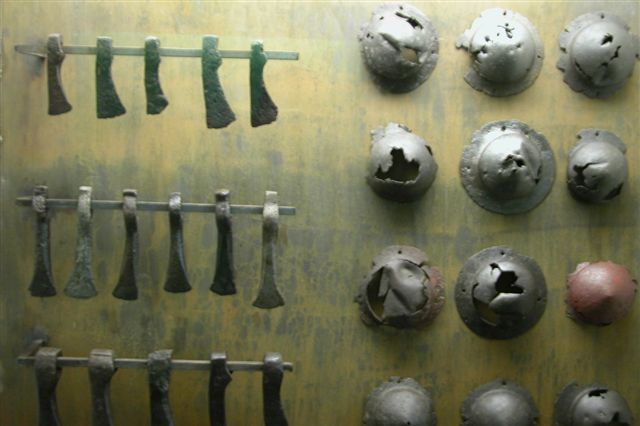
Eiserne Beile und Schildbuckel aus dem Moorfund von Nydam, Schloss Gottorf

Die archäologischen Funde aus dem Nydamer Moor wechselten durch die politischen Entwicklungen den Besitzer. Nach dem Deutsch-Dänischen Krieg 1864 ging die Flensburger Sammlung in preußischen Besitz über. 1877 wurde sie in das Museum vaterländischer Alterthümer nach Kiel überführt und dort ausgestellt. Infolge der Volksabstimmung zur Revision der deutsch-dänischen Grenze 1920 gehörte der Fundort zu Dänemark, die Exponate in Kiel blieben aber im Besitz des preußischen Staates. Dänemark forderte vergeblich die Herausgabe dieser Funde, auch nach 1945 änderte sich die Lage nicht mehr.
Dänische Teile der Funde werden im Dänischen Nationalmuseum in Kopenhagen gezeigt. Der zu Deutschland gehörende Teil wird neben den Funden aus dem Thorsberger Moor im Schloss Gottorf gezeigt.

## Ausstellung vor Ort
Der Fundplatz besteht heute nur noch aus einer landwirtschaftlich genutzten Wiese. Vom Parkplatz am Nydamvej in Øster Sottrup führt ein Fußweg zu dem unmittelbar an der Fundstelle gelegenen Nydamhus. Hier informiert eine kleine Ausstellung über das Moor, die Ausgrabungen und Funde.